# Circuit Bremgarten
Circuit Bremgarten je dirkališče, ki leži blizu švicarskega mestu Bremgarten bei Bern. V letih 1950 in 1954 je gostilo dirko Formule 1 za Veliko nagrado Švice.

## Zmagovalci
Roza ozadje označuje dirke, ki niso štele za prvenstvo Formule 1.
| Leto | Dirkač              | Konstruktor | Poročilo |
| ---- | ------------------- | ----------- | -------- |
| 1954 | Juan Manuel Fangio  | Mercedes    | Poročilo |
| 1953 | Alberto Ascari      | Ferrari     | Poročilo |
| 1952 | Piero Taruffi       | Ferrari     | Poročilo |
| 1951 | Juan Manuel Fangio  | Alfa Romeo  | Poročilo |
| 1950 | Nino Farina         | Alfa Romeo  | Poročilo |
| 1949 | Alberto Ascari      | Ferrari     | Poročilo |
| 1948 | Carlo Felice Trossi | Alfa Romeo  | Poročilo |
| 1947 | Jean-Pierre Wimille | Alfa Romeo  | Poročilo |
| 1939 | Hermann Lang        | Mercedes    | Poročilo |
| 1938 | Rudolf Caracciola   | Mercedes    | Poročilo |
| 1937 | Rudolf Caracciola   | Mercedes    | Poročilo |
| 1936 | Bernd Rosemeyer     | Auto Union  | Poročilo |
| 1935 | Rudolf Caracciola   | Mercedes    | Poročilo |
| 1934 | Hans Stuck          | Auto Union  | Poročilo |